# Steve Watson (football)
Pour les articles homonymes, voir Steve Watson et Watson.
Steven Craig Watson, couramment appelé Steve Watson, est un footballeur puis entraîneur anglais, né le 1er avril 1974 à North Shields, Tyne and Wear. Évoluant au poste de défenseur ou de milieu défensif, il joue successivement pour Newcastle United, Aston Villa, Everton, WBA et Sheffield Wednesday.
Il reçoit 12 sélections pour un but inscrit en équipe d'Angleterre espoirs ainsi qu'une sélection en Angleterre B.

## Biographie

### Carrière de joueur
Natif de North Shields, Tyne and Wear, il est formé et commence sa carrière dans le grand club local, Newcastle United. Lors de son premier match, le 10 novembre 1990, une défaite 1-2 contre Wolverhampton Wanderers en D2, il devient le plus jeune joueur à porter le maillot des Magpies, record qu'il détient encore à l'heure actuelle.
Il s'impose rapidement en équipe première, sous les directions successives de Jim Smith, Osvaldo Ardiles et Kevin Keegan. À la suite de la saison 1992-93 où Newcastle United remporte la First Division, il obtient la promotion et découvre la Premier League la saison suivante.
Il connaît 5 saisons entière en Premier League avec Newcastle United (terminant à deux occasions le championnat à la 2e place, en 1995-96 et en 1996-97 et jouant la finale de la FA Cup 1997-98, perdue 2-0 contre Arsenal). Mais, peu après le début de la 1998-99, Ruud Gullit décide de le vendre, au grand désarroi des supporteurs des Magpies qui appréciaient sa loyauté au club. 
Toutefois, cette vente répondait à des impératifs économiques, et il est donc transféré à Aston Villa pour 4 millions de £ en octobre 1998. Il y reste deux saisons en Premier League, au cours desquels le club finira deux fois 6e, avant d'être de nouveau transféré à Everton pour 2,5 millions de £ pendant l'été 2000.
Lors de son passage chez les Toffees, à un moment où de nombreuses blessures avaient décimé l'effectif, l'entraîneur, Walter Smith, utilisa la polyvalence de Watson pour le faire jouer quelques matches en attaque, associé à un attaquant de métier, Tomasz Radzinski. Cet intermède en attaque se déroule de la meilleure des manières, avec même un coup du chapeau à la clé, le 28 septembre 2003, lors d'une victoire 4-0 contre Leeds United.
Après cinq saisons à Everton, il est transféré à West Bromwich Albion où il reste une saison et demie, avant d'être prêté le 9 février 2007 à Sheffield Wednesday pour la fin de la saison 2006-07 en D2. Il rejoint son nouveau club qui traverse alors une période difficile et qui vient de connaître cinq défaites d'affilée. Avec son arrivée, les choses changent du tout au tout, car avec Watson sur le terrain, Wednesday enregistre 6 victoires, 4 matches nuls et uniquement 1 défaite.
C'est ainsi que Sheffield Wednesday se décide à recruter définitivement Watson à l'issue de son prêt, en juillet 2007. Le 2 juillet 2008, le club annonce que Watson succède à Lee Bullen (en) comme capitaine, charge qu'il partage avec Richard Wood. Malheureusement, il est confronté à forme physique qui se dégrade avec des blessures à répétition, à tel point qu'il décide de mettre un terme à sa carrière le 14 mai 2009, date à laquelle il est libéré de son contrat par Sheffield Wednesday.

### Carrière d'entraîneur
Il décide de se reconvertir comme entraîneur et le 13 novembre 2010, il est nommé comme entraîneur des équipes de jeunes d'Huddersfield Town, où il retrouve son ancien coéquipier Lee Clark. Le 24 août 2012, les deux sont nommés comme entraîneurs-adjoints de Birmingham City avant d'être renvoyés de leurs postes le 20 octobre 2014.

## Statistiques
| Club                       | Saison         | Championnat     | Championnat | Championnat | FA Cup  | FA Cup | League Cup | League Cup | Autre   | Autre | Total   | Total |
| Club                       | Saison         | Division        | Matches     | Buts        | Matches | Buts   | Matches    | Buts       | Matches | Buts  | Matches | Buts  |
| -------------------------- | -------------- | --------------- | ----------- | ----------- | ------- | ------ | ---------- | ---------- | ------- | ----- | ------- | ----- |
| Newcastle United           | 1990–91        | Second Division | 24          | 0           | 3       | 0      | 0          | 0          |         |       | 27      | 0     |
| Newcastle United           | 1991–92        | Second Division | 28          | 1           | 2       | 0      | 0          | 0          | 0       | 0     | 30      | 1     |
| Newcastle United           | 1992–93        | First Division  | 2           | 0           | 0       | 0      | 0          | 0          | 3       | 0     | 5       | 0     |
| Newcastle United           | 1993–94        | Premier League  | 32          | 2           | 3       | 0      | 3          | 0          | —       | —     | 38      | 2     |
| Newcastle United           | 1994–95        | Premier League  | 27          | 4           | 1       | 0      | 4          | 0          | 3       | 1     | 35      | 5     |
| Newcastle United           | 1995–96        | Premier League  | 23          | 3           | 1       | 0      | 5          | 1          | —       | —     | 29      | 4     |
| Newcastle United           | 1996–97        | Premier League  | 36          | 1           | 3       | 0      | 1          | 0          | 6       | 0     | 46      | 1     |
| Newcastle United           | 1997–98        | Premier League  | 29          | 1           | 4       | 0      | 3          | 0          | 8       | 0     | 44      | 1     |
| Newcastle United           | 1998–99        | Premier League  | 7           | 0           | 0       | 0      | 0          | 0          | 1       | 0     | 8       | 0     |
| Newcastle United           | Total          | Total           | 208         | 12          | 17      | 0      | 16         | 1          | 21      | 1     | 262     | 14    |
| Aston Villa                | 1998–99        | Premier League  | 27          | 0           | 2       | 0      | 1          | 0          | —       | —     | 30      | 0     |
| Aston Villa                | 1999–2000      | Premier League  | 14          | 0           | 2       | 0      | 8          | 1          | —       | —     | 24      | 1     |
| Aston Villa                | Total          | Total           | 41          | 0           | 4       | 0      | 9          | 1          | 0       | 0     | 54      | 1     |
| Everton                    | 2000–01        | Premier League  | 34          | 0           | 2       | 1      | 2          | 0          | —       | —     | 38      | 1     |
| Everton                    | 2001–02        | Premier League  | 25          | 4           | 0       | 0      | 1          | 0          | —       | —     | 26      | 4     |
| Everton                    | 2002–03        | Premier League  | 18          | 5           | 0       | 0      | 1          | 1          | —       | —     | 19      | 6     |
| Everton                    | 2003–04        | Premier League  | 24          | 5           | 1       | 0      | 1          | 0          | —       | —     | 26      | 5     |
| Everton                    | 2004–05        | Premier League  | 25          | 0           | 0       | 0      | 3          | 0          | —       | —     | 28      | 0     |
| Everton                    | Total          | Total           | 126         | 14          | 3       | 1      | 8          | 1          | 0       | 0     | 137     | 16    |
| West Bromwich Albion       | 2005–06        | Premier League  | 30          | 1           | 0       | 0      | 1          | 0          | —       | —     | 31      | 1     |
| West Bromwich Albion       | 2006–07        | Championship    | 12          | 0           | 0       | 0      | 1          | 0          | —       | —     | 13      | 0     |
| West Bromwich Albion       | Total          | Total           | 42          | 1           | 0       | 0      | 2          | 0          | 0       | 0     | 44      | 1     |
| Sheffield Wednesday (prêt) | 2006–07        | Championship    | 11          | 0           | 0       | 0      | 0          | 0          | —       | —     | 11      | 0     |
| Sheffield Wednesday        | 2007–08        | Championship    | 23          | 2           | 1       | 1      | 1          | 0          | —       | —     | 25      | 3     |
| Sheffield Wednesday        | 2008–09        | Championship    | 22          | 3           | 0       | 0      | 1          | 0          | —       | —     | 23      | 3     |
| Sheffield Wednesday        | Total          | Total           | 56          | 5           | 1       | 1      | 2          | 0          | 0       | 0     | 59      | 6     |
| Total carrière             | Total carrière | Total carrière  | 473         | 32          | 25      | 2      | 37         | 3          | 21      | 1     | 556     | 38    |